# Тайлак
Тайла́к, также встречается вариант Тайля́к (узб. Toyloq / Тойлоқ) — городской посёлок, административный центр Тайлакского района Самаркандской области Узбекистана.

## История
В 1939 году после выделения 11 сельсоветов Самаркандского района был образован Комсомольский район с центром в кишлаке Тайлак-Пайон, который тем же указом был переименован в Комсомольск.
Предположительно в 1950-е годы кишлак получил современное название. Статус посёлка городского типа имеет с 1980 года. Крупнейший населённый пункт Тайлакского тумана.

## География
Расположен примерно в 6 км к востоку от окраины Самарканда. По территории Тайлака проходит автомагистраль А377, ведущая в таджикистанский город Пенджикент.

## Население
По оценочным данным, в настоящее время в Тайлаке проживает не менее 15 000 человек. По данным переписи 1989 года, в Тайлаке проживало 6548 человек.

## Инфраструктура
В Тайлаке имеется стадион, спортивные площадки и объекты, школы, культурные учреждения, торговые центры и базар, а также несколько предприятий.